# Marion Thuswald
Marion Thuswald (* 1978 in Amstetten) ist eine österreichische Bildungswissenschaftlerin.

## Werdegang
Marion Thuswald absolvierte die Bundes-Bildungsanstalt für Sozialpädagogik St. Pölten und studierte Pädagogik in Wien. Sie engagiert sich in der Erwachsenenbildung und zur interkulturellen und feministischen Bildung. Von 1997 bis 1998 arbeitete Thuswald als Freiwillige beim österreichischen Friedensdienst in einem Friedensprojekt für Jugendliche in der vom Krieg zerrissenen Stadt Vukovar. Zurück in Österreich wurde sie Mitarbeiterin und später Vorstandsmitglied der Österreichischen Friedensdienste. Marion Thuswald wurde 2005 für ihre Arbeit beim Österreichischen Friedensdienst in Vukovar im Rahmen von 1000 Frauen für den Friedensnobelpreis 2005 für den Friedensnobelpreis nominiert. Seit 2009 arbeitet Thuswald als Universitätsassistentin an der Akademie der bildenden Künste Wien für den Fachbereich Kunst- und Kulturpädagogik.

## Schriften
- Fremdgehen. Fallgeschichten zum Heimatbegriff. Mitherausgeberin mit Dietmar Larcher, Wolfgang Schautzer, Ute Twrdy; Alpha Beta, Klagenfurt 2005, ISBN 3-85435-445-2.
- Geschlechtssensible politische Kinderbücher. Bücher zur Demokratisierung der Geschlechterverhältnisse für Kinder von 5 bis 10 Jahren. Broschüre, Herausgegeben vom Zentrum polis – Politik Lernen in der Schule, Wien 2007.
- Betteln als Beruf? Wissensaneignung und Kompetenzerwerb von Bettlerinnen in Wien. Diplomarbeit Universität Wien 2008.
- (Hrsg.): urbanes lernen. Bildung und Intervention im öffentlichen Raum. Aufsatzsammlung, Arts & Culture & Education Band 4, Löcker Verlag, Wien 2010, ISBN 978-3-85409-574-3.

| Personendaten    | Personendaten                      |
| ---------------- | ---------------------------------- |
| NAME             | Thuswald, Marion                   |
| KURZBESCHREIBUNG | österreichische Friedensaktivistin |
| GEBURTSDATUM     | 1978                               |
| GEBURTSORT       | Amstetten                          |